# Chenommet
Chenommet foi uma comuna francesa na região administrativa da Nova Aquitânia, no departamento de Charente. Estendia-se por uma área de 4,43 km². Em 2010 a comuna tinha 154 habitantes (densidade: 34,8 hab./km²).
Em 1 de janeiro de 2017, passou a formar parte da comuna de Aunac-sur-Charente.